# 뼈막
뼈막 또는 골막(骨膜)은 긴 뼈의 관절 표면 즉, 관절 공간 내의 부분을 제외한 모든 뼈의 외부 표면을 덮는 막이다. 골내막은 모든 긴 뼈의 골수강의 내부 표면을 형성한다.

## 같이 보기
- 골막염